# Monopis ornithias
Monopis ornithias är en fjärilsart som beskrevs av Edward Meyrick 1888. Monopis ornithias ingår i släktet Monopis och familjen äkta malar. Inga underarter finns listade i Catalogue of Life.